# Mare de Déu del Mas Blanc
La Mare de Déu del Mas Blanc, o Mare de Déu del Sí del Mas Blanc, és la capella del Mas Blanc, centre d'ensenyament professional del terme comunal de la Guingueta d'Ix), a l'Alta Cerdanya, de la Catalunya del Nord.
Està situada en el Mas Blanc, al nord del poble de la Guingueta d'Ix.
És una capella petita, situada a l'edifici principal del Mas Blanc.